# 遊離脂肪酸受容体
遊離脂肪酸受容体（ゆうりしぼうさんじゅようたい、英: free fatty acid receptor、略称: FFAR）は、遊離脂肪酸に応答するGタンパク質共役受容体（GPR、GPCR）群を指す。FFARは特定の脂肪酸と結合すると活性化状態となる。FFARに結合し、活性化させる脂肪酸は直鎖アルキルにカルボン酸残基が付加された直鎖脂肪酸が一般的である。直鎖脂肪酸の例としては、3つの炭素からなる短鎖脂肪酸のプロピオン酸、22個の炭素を含む長鎖脂肪酸のドコサヘキサエン酸などがあげられる。
現在では、FFAR1（GPR40）、FFAR2（GPR43）、FFAR3（GPR41）、FFAR4（GPR120）という4種類のFFARが知られている。ヒトのFFAR1、FFAR2、FFAR3遺伝子は19番染色体長腕の19q23.33領域に互いに近接して位置している。この領域にはGPR42遺伝子も含まれている（以前はFFAR1L、FFAR3L、GPR41L、GPR42Pなどと呼ばれていた）。この遺伝子はFFAR3遺伝子の分節重複（segmental duplication）によるものと推測されている。ヒトのGPR42遺伝子はFFAR3に類似した構造を有するいくつかのタンパク質をコードしているが、これらのタンパク質はさまざまな細胞種や組織における発現、活性や機能は明確には示されておらず、FFARには分類されていない。ヒトのFFAR4遺伝子は10番染色体長腕10q23.33に位置する。
FFAR2とFFAR3は短鎖脂肪酸、すなわち酢酸、酪酸、プロピオン酸、吉草酸、カプロン酸など炭素数が6以下の脂肪酸を結合し、活性化される。β-ヒドロキシ酪酸はFFAR3に対する刺激作用と阻害作用の双方が報告されている。FFAR1とFFAR4はラウリン酸やカプリン酸などの中鎖脂肪酸（炭素数が6から12の脂肪酸）や、ミリスチン酸、ステアリン酸、オレイン酸、パルミチン酸、パルミトレイン酸、リノール酸、α-リノレン酸、ジホモ-γ-リノレン酸、エイコサトリエン酸、アラキドン酸、エイコサペンタエン酸、ドコサテトラエン酸、ドコサヘキサエン酸、20-ヒドロキシエイコサテトラエン酸といった長鎖脂肪酸や超長鎖脂肪酸（炭素数がそれぞれ13から21、22以上）を結合し、活性化される。FFAR1やFFAR4を活性化する脂肪酸の中でも、ドコサヘキサエン酸とエイコサペンタエン酸が主要な脂肪酸であると考えられている。
FFARの活性化をもたらす脂肪酸の多くは他の種類のGPCRも活性化する。脂肪酸や脂肪酸によって活性化されたGPCRの機能を理解するためには、実際に活性化されているGPCRを同定することが必要となる。次の節では、FFARの活性化をもたらす脂肪酸によって活性化される、FFAR以外のGPCRについて記す。脂肪酸の作用が特定のGPCRを介したものであることを示すために最も広く使われ、かつ最善な方法は、脂肪酸の作用を媒介するGPCRタンパク質の遺伝子のノックアウト（完全な除去または不活性化）またはノックダウン（大幅な抑制）によってそのタンパク質の活性を欠くまたは著しく低下させた細胞、組織や個体を用いて、その脂肪酸の作用が消失しているまたは著しく低下していることを示すことである。

## FFARの活性化をもたらす遊離脂肪酸によって活性化される、FFAR以外のGPCR
GPR84は、カプリン酸、ウンデカン酸、ラウリン酸など、炭素数が9から14の中鎖脂肪酸を結合し、活性化される。GPR84は一部の文献ではFFARファミリーの一員となる可能性があるとされているが、FFARへの分類がなされていないのはおそらく、これらの中鎖脂肪酸による受容体の活性化には非常に高濃度（μM範囲）が必要であるためであり、こうした脂肪酸よりも低濃度で活性化が引き起こされる天然の因子が存在する可能性がある。GPR84はオーファン受容体、すなわち本来の活性化因子が不明な受容体に分類されたままである。
GPR109Aは、ヒドロキシカルボン酸受容体2（HCAR2）、ナイアシン受容体1（NIACR1）、HM74a、HM74b、PUMA-Gとも呼ばれる。GPR109Aは、酪酸、β-ヒドロキシ酪酸、吉草酸やカプロン酸といった短鎖脂肪酸、そしてエナント酸やカプリル酸といった中鎖脂肪酸を結合し、活性化される。GPR109Aはナイアシンによっても活性化されるが、薬剤としての高用量投与といった状況下を除いて、一般的にはナイアシンの濃度は低すぎて活性化が引き起こされることはない。
GPR81は、ヒドロキシカルボン酸受容体1（HCAR1）、GPR104、LACR1、TA-GPCR、TAGPCR、FKSG80とも呼ばれ、乳酸、β-ヒドロキシ酪酸といった短鎖脂肪酸を結合し、活性化される。近年の研究では、3,5-ジヒドロキシ安息香酸によっても活性化されることが報告されている。
GPR109Bは、ヒドロキシカルボン酸受容体3（HCAR3）、ナイアシン受容体2（NIACR2）としても知られ、3-ヒドロキシオクタン酸（3-hydroxyoctanoate）、ナイアシン、馬尿酸、4-ヒドロキシフェニル乳酸（4-hydroxyphenyllactic acid）、3-フェニル乳酸（3-phenyllactic acid）、インドール-3-乳酸（indole-3-lactic acid）を結合し、活性化される。最後の3つの化合物は、ヒトを含む哺乳類の消化管微生物叢の主要な構成要素であるラクトバチルス属やビフィドバクテリウム属の種によって産生される。